# Tchoulman
Pour la rivière, voir Tchoulman (rivière).
Tchoulman est une commune urbaine de la république de Sakha (Iakoutie), située à 30 km de Nerioungri, et comptant 9 766 habitants (au 14 octobre 2010). La ville est arrosée par le Tchoulman, un affluent du Timpton, dans le bassin versant de la Léna. Tchoulman possède un aéroport et forme une gare de la Magistrale Amour-Iakoutie. L'activité économique de la ville repose sur l'extraction de houille, de mica et de pierres précieuses. Non loin de la ville se trouve une centrale thermique, mais l'agglomération possède également une industrie textile et agro-alimentaire.

## Histoire
En 1926, 19 colons s'établissaient à cet endroit. À la fin des années 1940 et au début des années 1950, les autorités soviétiques y instituèrent un goulag. Les déportés ont construit les immeubles de la ville, ses usines et sa mine de charbon.

### Démographie
| Année | Population |
| ----- | ---------- |
| 1959  | 6 133      |
| 1970  | 6 576      |
| 1979  | 12 875     |
| 1989  | 17 354     |
| 2002  | 10 782     |
| 2010  | 9 766      |

Remarque: Données de recensement